# Horace Gould
Horace Gould, mit richtigem Namen Horace Harry Twigg, (* 20. September 1921 in Southmead bei Bristol; † 4. November 1968 ebenda) war ein britischer Automobilrennfahrer.

## Karriere
Gould zählte zu den typischen Herrenfahrern, die über genügend finanzielle Mittel verfügten, um einen privaten Rennwagen zu kaufen und damit Rennen zu fahren. Horace Gould war wohlhabend, handelte in der Nähe von Bristol mit Motoren und frönte mit Begeisterung seinem Motorsport-Hobby.
Sein erstes Fahrzeug war ein MG, den er jedoch bald gegen einen Cooper-Bristol austauschte, um an Formel-2-Rennen teilzunehmen.
In der Formel 1 war er in den Jahren 1955 bis 1958 mit einem Maserati 250F aktiv, der zuvor Prinz Bira gehörte. Ohne Werksunterstützung bestritt Gould zahlreiche Rennen in Europa und Übersee.
Mitunter wohnte er während der ganzen Rennsaison in Modena. Dort, am Firmensitz Maseratis, glaubte er am ehesten von an allen Detailverbesserungen und Ersatzteilen profitieren zu können.
Seine beste Platzierung in einem Weltmeisterschaftslauf war der fünfte Platz beim Grand Prix von Großbritannien 1956. Bei nicht zur WM zählenden Rennen konnte Gould  sogar einen Sieg (in Aintree 1956) und einen zweiten Platz (in Neuseeland 1957) feiern. Während der Saison 1957 fuhr er beim Großen Preis von Pescara beim Start einen Mechaniker an, der zu langsam die Startaufstellung verließ. Dies war das erste Mal, dass ein Techniker von einem Piloten in dieser Rennklasse verletzt wurde.
1960, nach einem missglückten Auftritt beim Großen Preis von Italien, zog sich Gould endgültig vom Motorsport zurück und widmete sich seiner Autohandlung in Bristol.
Er starb 1968 mit 47 Jahren an einem Herzinfarkt.

## Statistik

### Statistik in der Automobil-Weltmeisterschaft

#### Gesamtübersicht
| Saison | Team                      | Chassis       | Motor           | Rennen | Siege | Zweiter | Dritter | Poles | schn. Rennrunden | Punkte | WM-Pos. |
| ------ | ------------------------- | ------------- | --------------- | ------ | ----- | ------- | ------- | ----- | ---------------- | ------ | ------- |
| 1954   | Goulds Garage             | Cooper T23    | Bristol 2.0 L6  | 1      | −     | −       | −       | −     | −                | −      | NC      |
| 1955   | Goulds Garage             | Maserati 250F | Maserati 2.5 L6 | 2      | −     | −       | −       | −     | −                | −      | NC      |
| 1955   | Officine Alfieri Maserati | Maserati 250F | Maserati 2.5 L6 | 1      | −     | −       | −       | −     | −                | −      | NC      |
| 1956   | Goulds Garage             | Maserati 250F | Maserati 2.5 L6 | 4      | −     | −       | −       | −     | −                | 2      | 19.     |
| 1957   | HH Gould                  | Maserati 250F | Maserati 2.5 L6 | 5      | −     | −       | −       | −     | −                | −      | NC      |
| 1958   | HH Gould                  | Maserati 250F | Maserati 2.5 L6 | 1      | −     | −       | −       | −     | −                | −      | NC      |
| Gesamt | Gesamt                    | Gesamt        | Gesamt          | 14     | −     | −       | −       | −     | −                | 2      |         |

#### Einzelergebnisse
| Saison | 1   | 2   | 3   | 4   | 5   | 6   | 7  | 8   | 9 | 10 | 11 |
| ------ | --- | --- | --- | --- | --- | --- | -- | --- | - | -- | -- |
| 1954   |     |     |     |     |     |     |    |     |   |    |    |
|        |     |     |     | 15  |     |     |    |     |   |    |    |
| 1955   |     |     |     |     |     |     |    |     |   |    |    |
|        |     |     |     | DNF | DNF | DNF |    |     |   |    |    |
| 1956   |     |     |     |     |     |     |    |     |   |    |    |
|        | 8   |     | DNF | DNA | 5   | DNF |    |     |   |    |    |
| 1957   |     |     |     |     |     |     |    |     |   |    |    |
|        | DNF |     | DNF | DNS | DNF | DNF | 10 |     |   |    |    |
| 1958   |     |     |     |     |     |     |    |     |   |    |    |
| 9      | DNQ | DNS |     |     |     |     |    |     |   |    |    |
| 1960   |     |     |     |     |     |     |    |     |   |    |    |
|        |     |     |     |     |     |     |    | DNS |   |    |    |

| Legende  | Legende            | Legende                                                          |
| Farbe    | Abkürzung          | Bedeutung                                                        |
| -------- | ------------------ | ---------------------------------------------------------------- |
| Gold     | –                  | Sieg                                                             |
| Silber   | –                  | 2. Platz                                                         |
| Bronze   | –                  | 3. Platz                                                         |
| Grün     | –                  | Platzierung in den Punkten                                       |
| Blau     | –                  | Klassifiziert außerhalb der Punkteränge                          |
| Violett  | DNF                | Rennen nicht beendet (did not finish)                            |
| Violett  | NC                 | nicht klassifiziert (not classified)                             |
| Rot      | DNQ                | nicht qualifiziert (did not qualify)                             |
| Rot      | DNPQ               | in Vorqualifikation gescheitert (did not pre-qualify)            |
| Schwarz  | DSQ                | disqualifiziert (disqualified)                                   |
| Weiß     | DNS                | nicht am Start (did not start)                                   |
| Weiß     | WD                 | zurückgezogen (withdrawn)                                        |
| Hellblau | PO                 | nur am Training teilgenommen (practiced only)                    |
| Hellblau | TD                 | Freitags-Testfahrer (test driver)                                |
| ohne     | DNP                | nicht am Training teilgenommen (did not practice)                |
| ohne     | INJ                | verletzt oder krank (injured)                                    |
| ohne     | EX                 | ausgeschlossen (excluded)                                        |
| ohne     | DNA                | nicht erschienen (did not arrive)                                |
| ohne     | C                  | Rennen abgesagt (cancelled)                                      |
| ohne     | keine WM-Teilnahme |                                                                  |
| sonstige | P/fett             | Pole-Position                                                    |
| sonstige | 1/2/3/4/5/6/7/8    | Punktplatzierung im Sprint-/Qualifikationsrennen                 |
| sonstige | SR/kursiv          | Schnellste Rennrunde                                             |
| sonstige | *                  | nicht im Ziel, aufgrund der zurückgelegten Distanz aber gewertet |
| sonstige | ()                 | Streichresultate                                                 |
| sonstige | unterstrichen      | Führender in der Gesamtwertung                                   |

### Einzelergebnisse in der Sportwagen-Weltmeisterschaft
| Saison | Team              | Rennwagen      | 1   | 2   | 3   | 4   | 5   | 6   | 7   |
| ------ | ----------------- | -------------- | --- | --- | --- | --- | --- | --- | --- |
| 1953   | Horace Gould      | Cooper T21     | SEB | MIM | LEM | SPA | NÜR | RTT | CAP |
| 1953   | Horace Gould      | Cooper T21     |     |     | DNF |     |     |     |     |
| 1954   | Gilby Engineering | Maserati A6GCS | BUA | SEB | MIM | LEM | RTT | CAP |     |
| 1954   | Gilby Engineering | Maserati A6GCS |     | DNF |     |     |     |     |     |
| 1957   | Paco Godia        | Maserati 300S  | BUA | SEB | MIM | NÜR | LEM | KRI | CAR |
| 1957   | Paco Godia        | Maserati 300S  | 5   |     |     |     |     |     |     |